# Поле Мокотовське (станція метро)
52°12′31″ пн. ш. 21°00′28″ сх. д. / 52.20861° пн. ш. 21.00778° сх. д.
Поле Мокотовське (пол. A-10 Pole Mokotowskie) — станція Першої лінії Варшавського метрополітену, що була відкита 7 квітня 1995, у складі черги «Кабати» — «Політехніка». Розташована під рогом вулиць Раковецької, Брюна та Алеї Незалежності .

## Опис
Односклепінна станція мілкого закладення, з острівною платформою 10 м завширшки та 120 м завдовжки. Оздоблення виконано у сірих і червоних кольорах.
Виходи зі станції обладнано стаціонарними сходами і ліфтом для осіб з обмеженими можливостями. На станції облаштовані пункти роздрібної торгівлі, банкомати та туалети. На станції заставлено тактильне покриття.

## Поруч
- Варшавська Вища Школа Економіки
- Поле Мокотовське[pl]
- Варшавсько-Мокотовський слідчий ізолятор

## Пересадки
- Автобус: 119, 130, 167, 168, 174, 200, N34, N36
- Трамвай: 17, 33

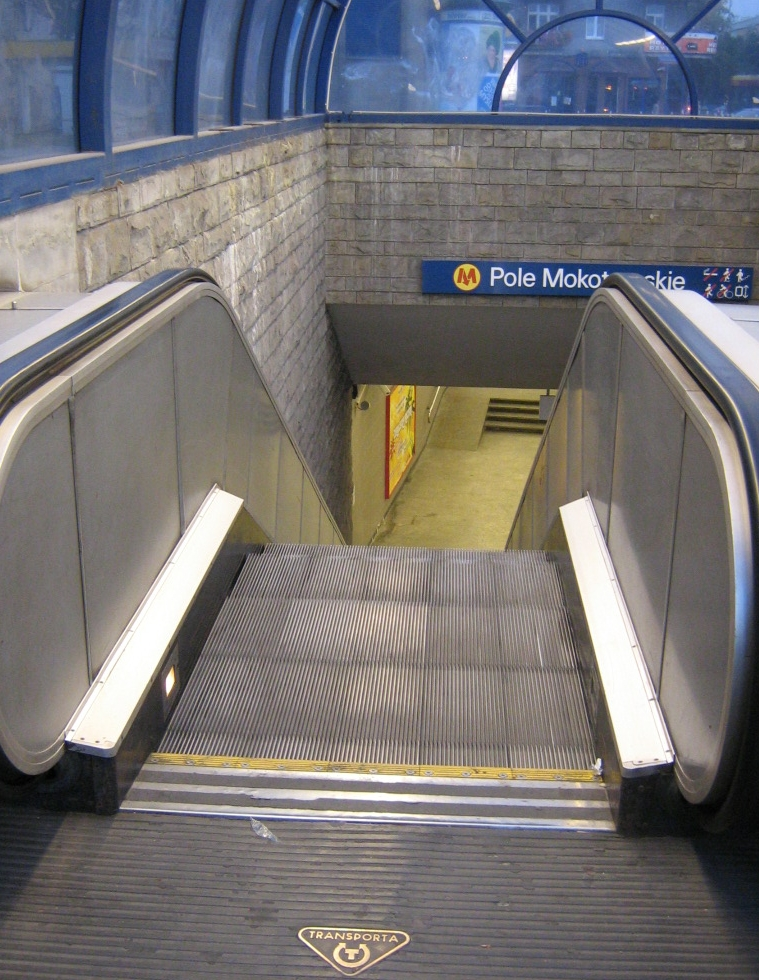
Ескалатор біля входу на станцію
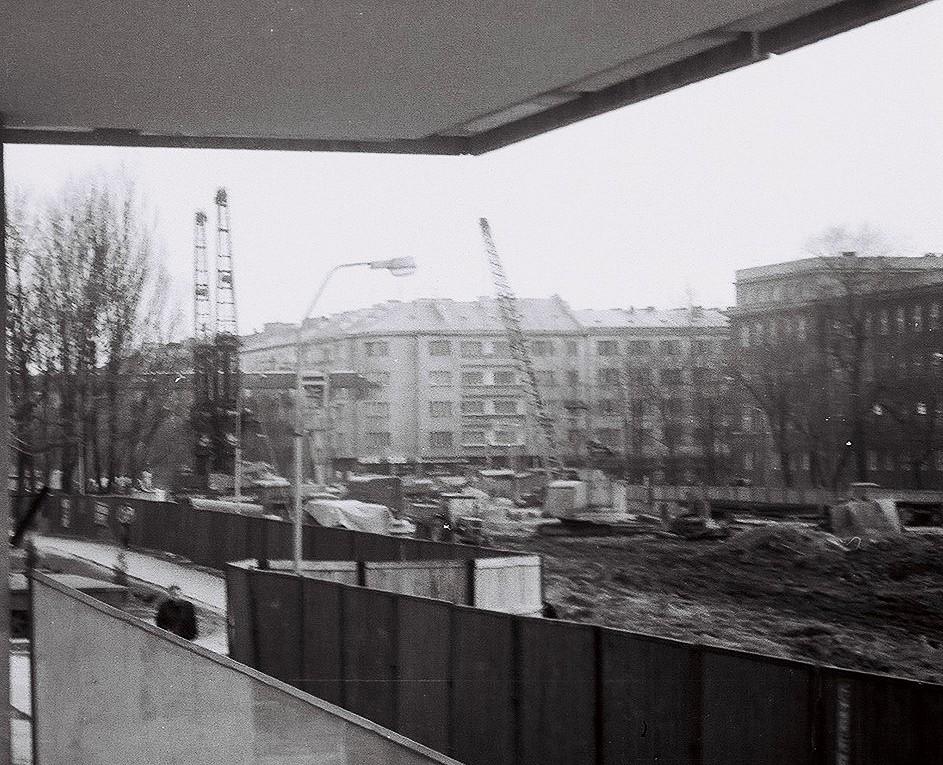
Будівництво станції, 1988 рік
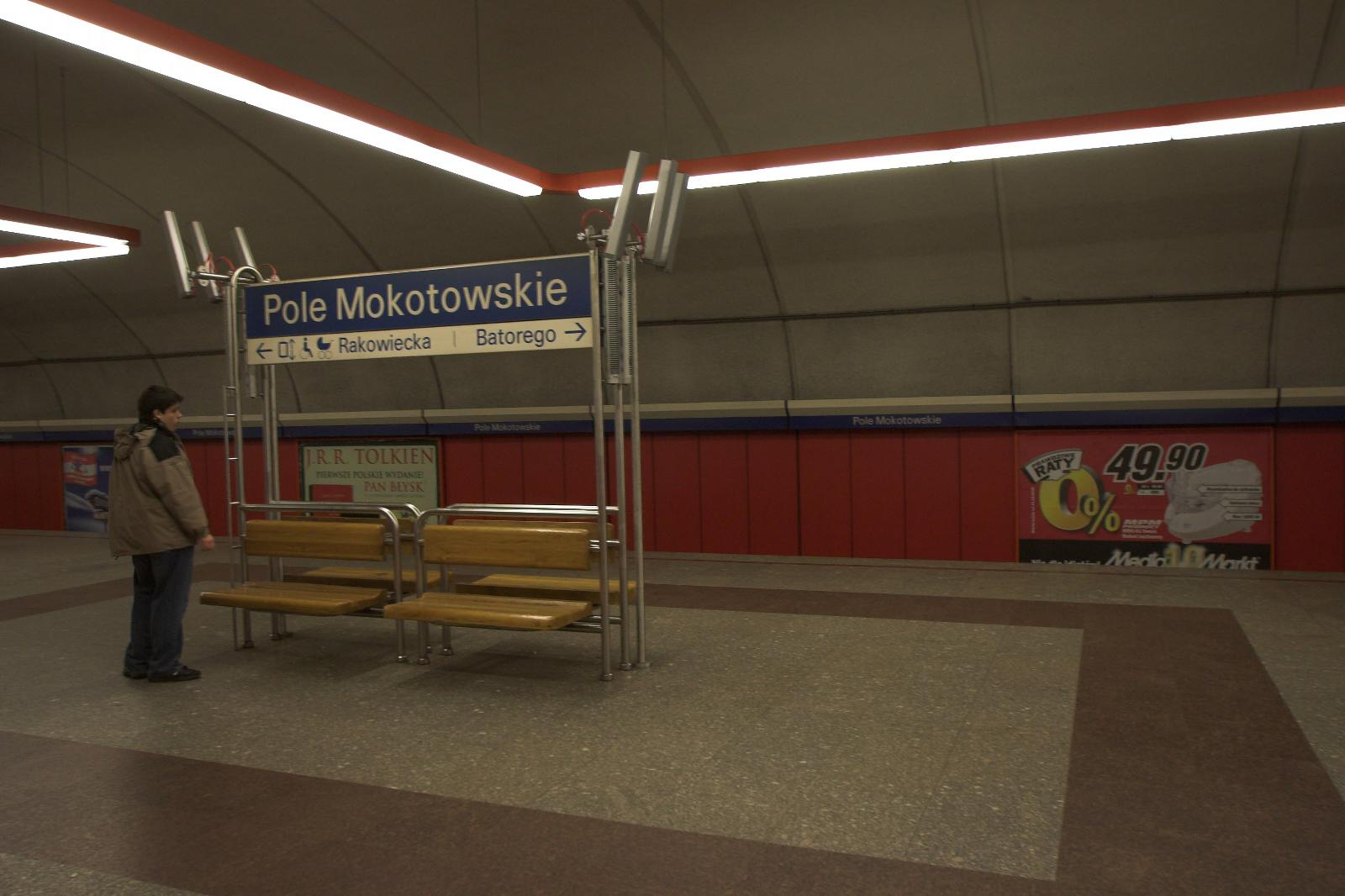
Інформаційна таблиця на пероні
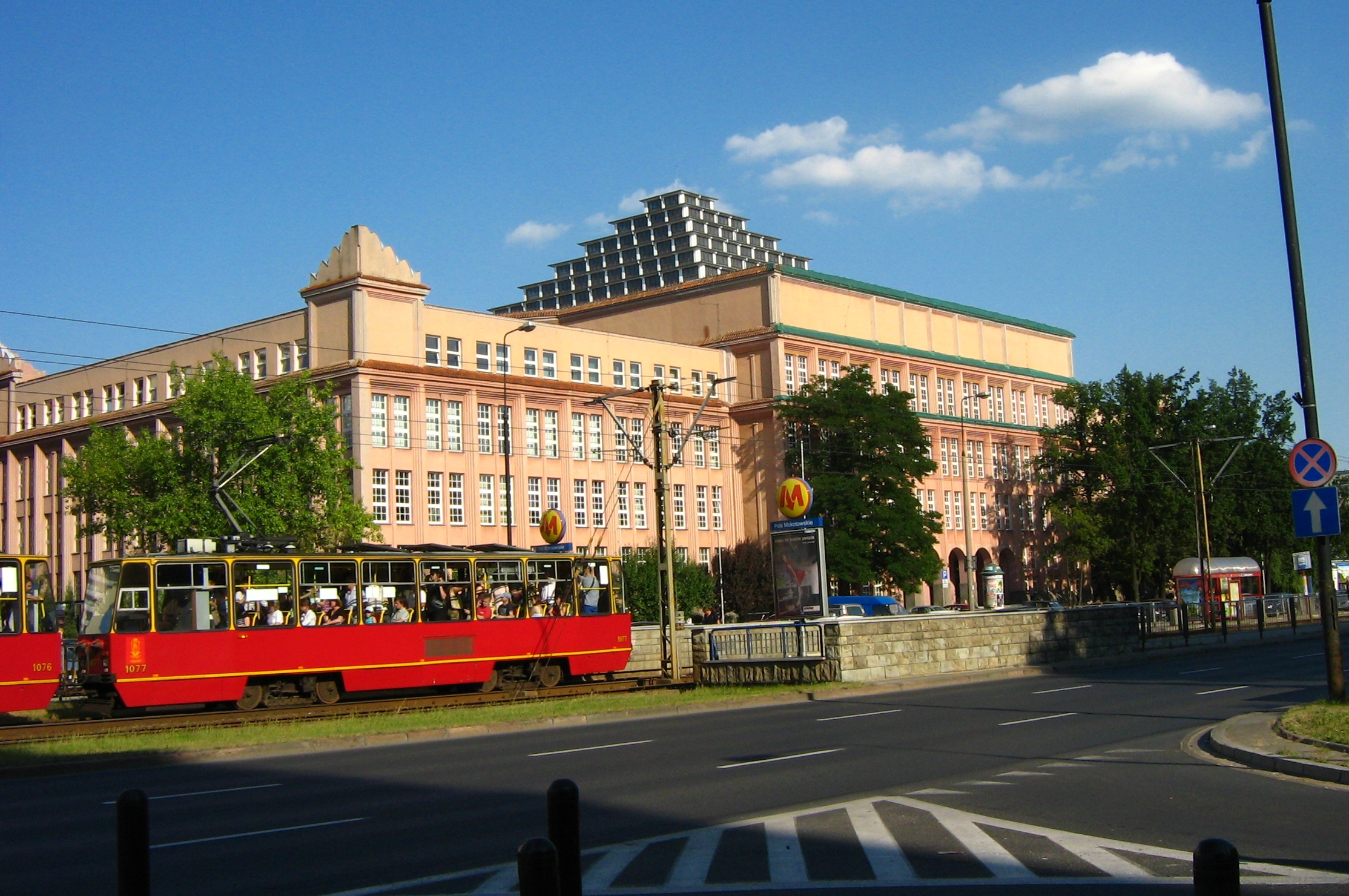
Вхід на станцію біля Варшавської Вищої Школи Економіки